# Me Against the Music
Me Against the Music (englisch für: „Ich gegen die Musik“) ist ein Lied der US-amerikanischen Pop-Sängerin Britney Spears aus ihrem vierten Studioalbum In the Zone. Das Lied wurde zusammen mit Madonna aufgenommen. Während der Proben der MTV Video Music Awards 2003 spielte Spears Madonna den Titel vor und bat sie, den Song mit ihr aufzunehmen. Das Lied wurde am 20. Oktober 2003 als Lead-Single aus In the Zone durch Jive Records veröffentlicht.

## Rezeption
Me Against the Music erhielt gemischte Bewertungen von Kritikern. Einige meinten es wäre ein starker Dance-Track, während andere meinten, das Lied sei glanzlos und enttäuschend. Der Song wurde ein kommerzieller Erfolg und erreichte die Topplatzierung in Ländern wie Australien, Dänemark, Ungarn, Irland und Spanien. Darüber hinaus erreichte es Platz zwei in Kanada, Italien, Norwegen und im Vereinigten Königreich. In weiteren europäischen Ländern erreichte Me Against the Music Platzierungen in den Top 5; in den USA konnte nur Platz 35 erreicht werden. Der Song gewann 2004 bei den Billboard Music Awards die Auszeichnung als „Hot Dance Single of the Year“. Das begleitende Musikvideo zeigt Spears und Madonna als Gegensätze in einem Nachtclub. Es erfolgt eine Katz-und-Maus-Spiel, das damit endet, dass Spears Madonna findet. Doch die löst sich in Luft auf, kurz bevor es zu einem Kuss kommt. Das Video erhielt positive Bewertungen von Kritikern.
Me Against the Music wurde unter anderem von der französischen Gruppe Justice gecovert. Das Musikvideo wurde von der US-amerikanischen Serie Glee passend zur Spears’ gewidmeten Folge „Britney/Brittany“ neu gedreht, es enthält auch einen Kurzauftritt von Spears persönlich.